# هلنا (جورجیا)
هلنا، جورجیا (به انگلیسی: Helena, Georgia) یک شهر در ایالات متحده آمریکا با جمعیت ۲٬۳۰۷ نفر است که در جورجیا واقع شده‌است.

## موقعیت جغرافیایی
موقعیت جغرافیایی شهرها و مناطق اطراف به شرح زیر است: